# Shoshana Wodak
Shoshana Wodak, es una profesora austriaca, directora científica del Centro de Biología Computacional, investigadora senior en el Programa de Biología Estructural y catedrática de investigación en Biología Computacional y Bioinformática de los Departamentos de Bioquímica y Genética Molecular de la Universidad de Toronto.

## Estudios
Desde 1968, es licenciada en Física Química de la Universidad Libre de Bruselas. Posteriormente completo sus estudios de Doctorado en Biofísica en la Universidad de Columbia en 1974.

## Profesión
Fue profesora en la Universidad Libre de Bruselas, Bélgica por más de 20 años, donde fundó y codirigió el Centro de Biología Estructural y Bioinformática e inició un programa de Máster en Bioinformática con sus colegas en 2001. También ocupó el cargo de Jefe de Grupo en el Instituto Europeo de Bioinformática (EBI) en Cambridge, Reino Unido entre 1996 y 2001. Desde 1992, es miembro de la Organización de Biología Molecular Europea. La doctora Wodak labora actualmente en el Instituto de Investigación del Hospital para Niños Enfermos de Toronto, Canadá. Es la directora científica del Centro de Biología Computacional Bioinformática desde el 2004.

## Investigaciones
Se especialista en el área de Biología Estructural Computacional y Bioinformática en los distintos niveles molecular y celular. Desarrolló el conocido algoritmo de acoplamiento para la predicción de las interacciones proteína-proteína de la estructura de los componentes independientes. Ella también desarrolló uno de los primeros procedimientos para la definición de dominios estructurales de las coordenadas atómicas de las proteínas, y escribió una serie de documentos clave sobre la función de las interacciones locales en predicción de la estructura de proteínas y el plegamiento de proteínas.
También ha contribuido al problema de la evaluación de la calidad de la proteína estructuras de rayos X, y al análisis de las propiedades dinámicas y termodinámicas de las proteínas y las interacciones proteína-solvente. Recientemente, Shoshana Wodak y su equipo de investigación desarrollaron procedimientos eficientes para el diseño automático de proteínas, para simular las interacciones entre proteínas y los cambios conformacionales, y para analizar las interacciones entre proteínas y vías de las redes celulares. Paralelamente a estas investigaciones a nivel molecular también ha participado activamente en el desarrollo de enfoques cuantitativos y computacionales de integración a nivel celular.

## Premios y reconocimientos
Wodak ha ganado el reconocimiento por su trabajo en métodos computacionales para el análisis, predicción y simulación de estructuras de proteínas y sus interacciones.